# Yolande Moreau
Yolande Moreau (n. 27 februarie 1953, région métropolitaine de Bruxelles, Valonia, Belgia) este o actriță din Belgia.

## Carieră
A câștigat două premii Cesar pentru Cea mai bună actriță în 2005, pentru filmele When the Sea Rises (Quand la mer monte...) și în 2009 pentru Séraphine.
În 1989 s-a alăturat trupei de artiști formată de Jérôme Deschamps și Macha Makeieff. A devenit unul din starurile acestei trupe rapid. A urmat colaborarea cu show-ul de televiziune Les Deschiens, unde a avut de asemenea succes. A jucat și în filmele Amélie și Mama Chow în Micmacs, amândouă regizate de Jean-Pierre Jeunet. A avut rolul unui mim în filmul Paris, Je T'aime și a unei femei bolnave de iubire în filmul Vagabond, regizat de Agnes Varda, din 1985. A urmat rolul din horrorul franțuzesc The Pack, care a avut premiera la Festivalul de Film de la Cannes din 2010.